# Dendrobium longicaule
Dendrobium longicaule är en orkidéart som beskrevs av Johannes Jacobus Smith. Dendrobium longicaule ingår i släktet Dendrobium, och familjen orkidéer. Inga underarter finns listade i Catalogue of Life.